# Orło
Oło [pronunciación en polaco: /ˈɔrwɔ/] es un pueblo ubicado en el distrito administrativo de Gmina Małkinia Górna, dentro del Condado de Ostrów Mazowiecka, Voivodato de Mazovia, en el este de Polonia central. Se encuentra aproximadamente a 8 kilómetros al noroeste de Małkinia Górna, a 8 kilómetros al sureste de Ostrów Mazowiecka, y a 90 kilómetros al noreste de Varsovia.